# Narathura nakamotoi
Narathura nakamotoi är en fjärilsart som beskrevs av Hayashi 1978. Narathura nakamotoi ingår i släktet Narathura och familjen juvelvingar. Inga underarter finns listade i Catalogue of Life.